# Steve Morrow (hockey sur glace)
Pour les articles homonymes, voir Morrow.
Steve Morrow (né le 3 avril 1968 à Plano, dans l'état du Texas aux États-Unis) est un joueur professionnel américain de hockey sur glace.

## Carrière en club
En 1992, il commence sa carrière avec les Bears de Hershey dans la Ligue américaine de hockey. 

## Statistiques
| Saison    | Équipe                      | Ligue |    | Saison régulière | Saison régulière | Saison régulière | Saison régulière | Saison régulière |   | Séries éliminatoires | Séries éliminatoires | Séries éliminatoires | Séries éliminatoires | Séries éliminatoires |
| Saison    | Équipe                      | Ligue | PJ | B                | A                | Pts              | Pun              | PJ               | B | A                    | Pts                  | Pun                  |                      |                      |
| 1988-1989 | Université du New Hampshire | HE    | 30 | 0                | 0                | 0                | 28               | -                | - | -                    | -                    | -                    |                      |                      |
| 1989-1990 | Université du New Hampshire | HE    | 35 | 2                | 7                | 9                | 40               | -                | - | -                    | -                    | -                    |                      |                      |
| 1990-1991 | Université du New Hampshire | HE    | 33 | 2                | 14               | 16               | 58               | -                | - | -                    | -                    | -                    |                      |                      |
| 1991-1992 | Bears de Hershey            | LAH   | 31 | 1                | 2                | 3                | 6                | -                | - | -                    | -                    | -                    |                      |                      |
| 1992-1993 | Bears de Hershey            | LAH   | 38 | 0                | 4                | 4                | 59               | -                | - | -                    | -                    | -                    |                      |                      |
| 1992-1993 | Fire de Fort Worth          | LCH   | 10 | 1                | 4                | 5                | 6                | -                | - | -                    | -                    | -                    |                      |                      |